# Gabriela Szabó
Gabriela Szabó (ur. 14 listopada 1975 w Bystrzycy) – rumuńska lekkoatletka, medalistka olimpijska, mistrzostw świata i Europy. W latach 2014–2015 minister młodzieży i sportu.

## Życiorys
Córka Węgra i Rumunki. Trenowała biegi lekkoatletyczne, specjalizując się w biegach na 5000 m, 3000 metrów oraz 1500 m. Jej trenerem był Zsolt Gyöngyössy, z którym jeszcze w trakcie kariery sportowej zawarła związek małżeński.
Trzykrotnie zdobyła złote medale na letniej uniwersjadzie: w 1995 w biegach na 1500 m i 5000 m, a w 1997 w biegu na 1500 m. W 1994 zdobyła brązowy medal na mistrzostwach Europy w biegu na 3000 m. Na ME dwukrotnie wywalczyła srebrny medal (w 1998 na 5000 m i w 2002 na 1500 m). Trzy razy zwyciężyła bieg na 3000 metrów na halowych mistrzostwach świata (1995, 1997, 1999). Na zawodach tej rangi zdobyła również złoty medal w biegu na 1500 m (1999) i srebrny medal w biegu na 3000 m (2001). Dwukrotna mistrzyni halowych mistrzostw Europy w biegu na 3000 m (1998, 2000).
Trzykrotna medalistka letnich igrzysk olimpijskich. W Atlancie w 1996 zdobyła srebrny medal w biegu na 1500 m, przegrywając z Rosjanką Swietłaną Masterkową. Cztery lata później w Sydney w biegu na 5000 metrów zajęła pierwsze miejsce. Na tych samym igrzyskach w biegu na 1500 metrów wywalczyła brązowy medal, przegrywając z Algierką Nourią Mérah-Benidą i Rumunką Violetą Szekely.
W 2005 ogłosiła zakończenie profesjonalnej kariery sportowej. Ukończyła studia na Uniwersytecie Babeșa i Bolyaia w Klużu-Napoce. Kształciła się także na Uniwersytecie Aleksandra Jana Cuzy w Jassach. W 2009 obroniła doktorat z nauk o kulturze fizycznej i sporcie na Universitatea Națională de Educație Fizică și Sport w Bukareszcie. W 2006 została wiceprezesem Federația Română de Atletism. Od 2013 była doradczynią ministra Nicolae Bănicioiu.
W marcu 2014 została kandydatką na ministra młodzieży i sportu w trzecim rządzie Victora Ponty, funkcję tę objęła w tym samym miesiącu. Pozostała na niej również w powołanym w grudniu tegoż roku czwartym rządzie tego samego premiera, kończąc urzędowanie w listopadzie 2015.